# August Carl Helmholz
August Carl Helmholz (Evanston (Illinois), 24 de maio de 1915 — Lafayette (Califórnia), 29 de outubro de 2003) foi um físico nuclear estadunidense.
É conhecido por suas contribuições à física de partículas.